# Santiago Textitlán
Santiago Textitlán är en kommun i Mexiko.   Den ligger i delstaten Oaxaca, i den sydöstra delen av landet, 400 km sydost om huvudstaden Mexico City.
Följande samhällen finns i Santiago Textitlán:
- Lachixao
- Río Santiago